# 酒石酸锑钾
酒石酸锑钾（英語：Antimony potassium tartrate），又称酒石酸氧锑钾（英語：Potassium antimonyl tartrate），俗称吐酒石（英語：Tartar emetic或Emetic tartar），化学式为K2Sb2(C4H2O6)2，为酒石酸的锑钾复盐。酒石酸锑钾自古以来一直被用作一种强效的催吐剂；除此之外，它还曾被用于治疗血吸虫病和利什曼病。

## 催吐作用

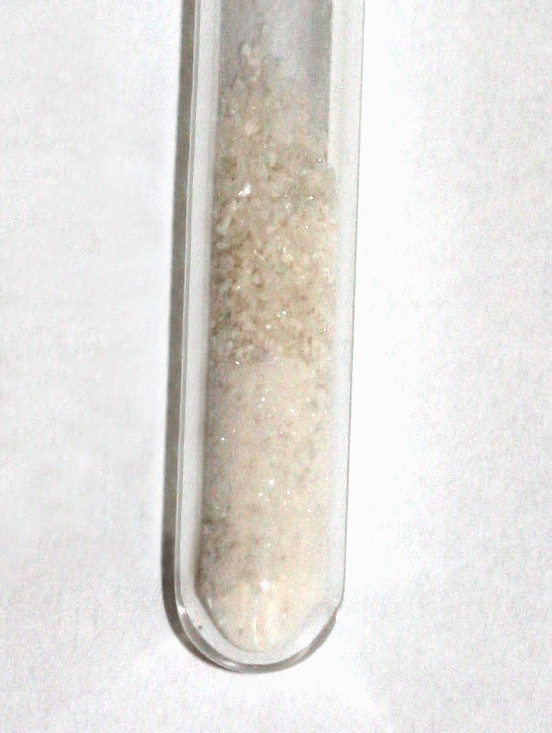
500mg的酒石酸锑钾

在中世纪时，人们已经知道酒石酸锑钾具有催吐作用。由于它的毒性较大，人们在那时一般不直接服用——而是将酒在锑杯中存放24小时，并多次少量地饮用，直至达到需要的催吐效果为止。
目前酒石酸锑钾仍被用于动物学研究中被捕获动物的催吐，以了解它们的饮食习惯。

## 药用
酒石酸锑钾最早的药用是在1906年用于治疗锥虫病的试验，并随即开展了用这种化合物治疗其他热带病的研究。
在1913年，酒石酸锑钾开始用于治疗利什曼病。随着毒性更小的五价锑药物（如葡萄糖酸锑钠和葡甲胺锑酸盐）的发现，酒石酸锑钾被逐渐淘汰。
英国医生John B. Christopherson于1918年发现了酒石酸锑钾能够治愈血吸虫病，在这之后它开始被广泛使用。 但是，人们发现注射酒石酸锑钾能够引起十分严重甚至致命的副作用（如阿－斯综合征），因此研究者开始寻找更好的替代药物。20世纪70年代吡喹酮的发现使得酒石酸锑钾等锑剂逐渐被停止使用。

## 毒性
与所有锑化合物一样，酒石酸锑钾具有毒性。 中毒的主要原因曾是药物过量；目前则多由误服引起：如曾有报道四人在食用由含酒石酸锑钾（误作酒石酸氢钾而掺入）的泡打粉制作的蛋糕后发生了严重中毒，其中一位93岁的中毒者死于多器官衰竭； 以及在中美洲有一位酗酒者在其妻子给其服用未知成分（后来得知为不纯的酒石酸锑钾）的“戒酒药”之后发生持续的呕吐，之后在重症监护病房中检测出严重的心脏、肝脏、肾脏功能异常并几乎因此而死亡。

## 制取
通过将三氧化二锑溶解在酒石酸中能够很容易制得酒石酸锑钾。

## 拓展阅读
- Priesner, Claus. . Berichte zur Wissenschaftsgeschichte. 1997, 20 (2–3): 159. doi:10.1002/bewi.19970200205.
- Geoffroy, M.; Stack, T. . Philosophical Transactions. 1751, 47: 273–278. JSTOR 105054. doi:10.1098/rstl.1751.0042.
- Berzelius, Jöns Jacob. . 1824  [2012-08-13]. （原始内容存档于2019-06-14）.
- Copus, Martinus. . 1569.
- . 1861  [2012-08-13]. （原始内容存档于2019-06-14）.
- (PDF). Vesalius, VII, 2. 2001: 62–64.
- Schneider, R. . Annalen der Physik und Chemie. 1859, 184 (11): 407. Bibcode:1859AnP...184..407S. doi:10.1002/andp.18591841104.
- Groschuff, E. . Zeitschrift für anorganische und allgemeine Chemie. 1918, 103: 164. doi:10.1002/zaac.19181030109.
- Soubeiran, E.; Capitaine, H. . Journal für Praktische Chemie. 1840, 19: 435. doi:10.1002/prac.18400190171.
- Pfaff, C. H. . Archiv der Pharmazie. 1838, 64 (2): 169. doi:10.1002/ardp.18380640215.
- Zimmermann, E. . Klinische Wochenschrift. 1930, 9: 27. doi:10.1007/BF01740712.
- Gress, Mary E.; Jacobson, Robert A. . Inorganica Chimica Acta. 1974, 8: 209. doi:10.1016/S0020-1693(00)92617-3.